# Vectograph
Le Vectograph est un procédé de photographie en relief stéréoscopique développé à partir de 1936 par Polaroid.
L'aspect est celui d'une plaque photographique positive semi-rigide en noir et blanc, de format quelconque, que l'on observe en relief grâce à des lunettes polarisantes, du modèle normalement destiné à la vision des projections stéréoscopiques fixes ou animées.

## La photographie sur support polarisant
Après le succès, en 1935, de la projection de cinéma en relief en lumière polarisée, le laboratoire de Polaroid met au point une technique photographique fondée sur la polarisation, bientôt appelée Vectograph.
Si l'on projette une image photographique normale sur une plaque polarisante spéciale dont les molécules ont la propriété de s'orienter selon la quantité de lumière qu'elles reçoivent, on obtient une image visible seulement à travers un filtre polarisant convenablement orienté par rapport à la plaque supportant l'image.
Si l'on applique ce principe une fois pour chaque image d'un couple stéréoscopique, avec des filtres polarisants orientés à 90° l'un par rapport à l'autre, et que l'on observe l'image obtenue à travers des lunettes polarisantes destinées à la projection ou au cinéma en relief, on obtient une image en trois dimensions, de présentation commode, car rigide, incassable et facile à visionner.
En 1940, Polaroid annonce la réalisation, dans ses laboratoires, de Vectograph en couleurs.

## Applications militaires
Tout de suite, l'autorité militaire américaine marque son intérêt pour le procédé et Polaroid fabrique sans plus tarder des manuels de navigation aérienne et des images en hyperstéréoscopie de reconnaissance aérienne et de cibles militaires potentielles. Il y eut même un centre de formation du personnel à Cambridge, Massachusetts.

## Continuation après la Seconde Guerre mondiale

### Publicité
Après la guerre, Polaroid a tenté de développer son activité vectographique vers la publicité et dans les vitrines des magasins. Certains procédés du Vectograph furent repris dans la nouvelle technique de développement instantanée lancée par Polaroid dans les années 1950.

### Tests ophtalmologiques
L'image Vectograph la plus commune que l'on puisse voir est le Titmus Fly Stereotest, utilisé par les ophtalmologistes pour déceler les anomalies de la vision stéréoscopique.

### Faire soi-même des Vectograph
Dans les années 1980, une entreprise de Chicago commercialisait des Vectograph à la demande et proposait même tous les ingrédients pour en réaliser soi-même.